# Sogndal Fotball
Sogndal Fotball, grundat 19 februari 1926 är en fotbollsklubb i Sogndal i Sogn og Fjordane, och medlem av alliansidrottsföreningen Sogndal IL. 1964 tog fotbollsklubben steget upp i tredje division. De spelade sig fram till cupfinal 1976, men förlorade med 1-2 mot SK Brann. 1982 var det dags för debut i den högsta divisionen i Norge. Efter det har klubben vandrat upp och ner mellan de två översta divisionerna. Bästa placering i den högsta divisionen är en sjätteplats från 1988. De spelar sina hemmamatcher på Fosshaugane Campus.

## Meriter

### Norges högsta division
6:a: 1988
8:a: 2001, 2003

### Norskt cupspel
2:a: 1976
I 1976 års final förlorade man med 1-2 (0-0) mot SK Brann på Ullevål Stadion inför 22 834 åskådare.
- 1-0 Steinar Aase, 1-1 Knut Christiansen, 2-1 Bjørn Tronstad